# Dempa Kyōshi
Dempa Kyōshi (jap. 電波教師) ist eine Mangaserie von Takeshi Azuma, die von 2011 bis 2017 in Japan erschien. Das Werk ist in die Genres Shōnen und Comedy einzuordnen und wurde 2015 als Anime-Fernsehserie adaptiert. Der Anime wurde international als Ultimate Otaku Teacher veröffentlicht.

## Handlung
Der Mittzwanziger Jun'ichirō Kagami (鑑 純一郎) ist ein leidenschaftlicher Otaku und NEET. Er ist den ganzen Tag zu Hause, sitzt am Rechner und schreibt seinen Anime-Blog, obwohl er als Schüler und Student erfolgreich war. Seine Schwester Suzune Kagami (鑑 純音) drängt ihn schließlich erfolgreich dazu, endlich eine Stelle als Lehrer anzunehmen. Die will Kagami jedoch so schnell wie möglich wieder loswerden. Eingestellt als Vertretungslehrer lässt er die Schüler ein Online-Spiel spielen, um sie kennenzulernen, und hat auch sonst sehr eigenwillige Unterrichtsmethoden. Doch fällt ihm bald auf, dass die gewalttätige Schülerin Minako Kanō (叶美奈子) von anderen gemobbt wird. Sie will Seiyuu werden und unter ihren Bemühungen und dem Unverständnis ihrer Mitschülerinnen brachen die früheren Freundschaften auseinander. Kagami kann die Mobber eines Besseren belehren, indem er ihnen zeigt, wie es ist gemobbt zu werden. Von Minako erfährt er, dass sie früher in einer Gang war und dank eines Chats mit einem Fremden ein neues Ziel im Leben fand. Wie sich herausstellt, war Kagami derjenige, mit dem sie chattete. Als Kagami jedoch eines vermeintlichen Übergriffs auf eine Schülerin im Einkaufszentrum „überführt“ wird, muss er die Schule verlassen.
Zwar würde Kagami gern wieder zu Hause bleiben, doch seine Schwester will, dass er wieder arbeitet. Auch hat Koyomi Hiiragi (柊 暦), eine geheimnisvolle junge Frau und Vorsitzende der Hiiragi-Privatschule, Kagami und seine Fähigkeiten bemerkt. Sie will ihn für ihre Schule; ihr Ziel ist, Japan zu einem lustigeren Land zu machen. Gegen seinen Widerstand gelingt es beiden Frauen, ihn in seine zweite Anstellung zu bringen. Überzeugt ist er schließlich, als er Kiriko Shikishima (式島 切子) helfen kann. Die Schülerin der Hiiragi-Schule will die Schulsprecherin Makina Momozono (桃園 マキナ) herausgewerfen, weil Kiriko in einem Maid-Café arbeitet und das der Schule unwürdig sein. Kagami kann Makina durch einen Aufenthalt im Café überzeugen, dass auch die Maids dort ihre Würde haben. Gleich nach Beginn seiner Arbeit an der Schule stellt sich Kagami mit Seijūrō Nanami (七海 征十郎) der nächste schwierige Schüler. Dem Raufbold stellt sich Kagami in einem Fußball-Duell, trickst ihn zunächst mehrfach aus, aber lässt ihn schließlich gewinnen. Doch dabei musste Seijūrō mit seiner Mannschaft zusammenarbeiten und sich auf sie verlassen. So erkannte er, dass er mit anderen kooperieren muss und nicht alle gleich angreifen sollte.

## Veröffentlichung
Die Serie erschien von November 2011 bis März 2017 im Magazin Shōnen Sunday. Der Verlag Shogakukan fasste die Kapitel regelmäßig in insgesamt 26 Sammelbänden zusammen. Diese verkauften sich je über 45.000 mal in den ersten beiden Wochen. Ching Win Publishing bringt in Taiwan eine chinesische Übersetzung heraus.

## Anime-Adaption
Beim Studio A-1 Pictures entstand 2015 eine Anime-Adaption des Mangas mit 24 Folgen. Die Verfilmung von Regisseur Masato Sato basiert auf dem Konzept von Atsushi Maekawa. Die verantwortlichen Produzenten waren Shigetoshi Sato und Yoshihito Yonekura. Die künstlerische Leitung lag bei Daiki Kuribayashi und das Charakterdesign stammt von Isao Sugimoto.
Die Serie wurde vom 4. April 2015 bis zum 26. September 2015 bei Yomiuri Telecasting ausgestrahlt, sowie auch bei Chukyo TV und Nippon Television Network. Über Streaming wurde eine englische Fassung von FUNimation Entertainment veröffentlicht. Eine Fassung mit deutschen Untertiteln ist auf der Plattform Viewster verfügbar.

### Synchronisation
| Rolle             | japanischer Sprecher (Seiyū) |
| ----------------- | ---------------------------- |
| Jun'ichirō Kagami | Hiroshi Kamiya               |
| Suzune Kagami     | Rena Matsui                  |
| Minako Kanō       | Sora Amamiya                 |
| Koyomi Hiiragi    | Suzuko Mimori                |
| Makina Momozono   | Saori Ōnishi                 |
| Seijūrō Nanami    | Yoshimasa Hosoya             |
| Kiriko Shikishima | Azusa Tadokoro               |

### Musik
Die Musik der Serie wurde komponiert von Ryūichi Takada. Die beiden Vorspanne wurden unterlegt mit den Liedern Youthful Dreamer von TrySail
und vivid brilliant door! von Sphere. Die Abspanntitel sind Dreamin von Tokyo Performance Doll und My Only One von 9nine.